# Rick van der Ven
Rick van der Ven, född 14 april 1991, är en holländsk bågskytt. Han deltog vid olympiska sommarspelen 2012 och 2016.